# Хойнацкий, Фиделис
Фиде́лис Хойна́цкий (пол. Fidelis Chojnacki OFMCap, 1 ноября 1906, Лодзь, Петроковская губерния — 9 июля 1942, Дахау, Дахау) — блаженный Римско-католической церкви, монах, мученик. Входит в число 108 блаженных польских мучеников, беатифицированных римским папой Иоанном Павлом II во время его посещения Варшавы 13 июня 1999 года.

## Биография
27 августа 1933 года вступил в мужской францисканский орден капуцинов. Изучал богословские дисциплины в Люблине. Занимался пастырской деятельностью среди больных алкоголизмом.
Был арестован 25. января 1940 года и интернирован 18 июня 1940 года в концентрационный лагерь Заксенхаузен. 14 декабря 1940 был препровождён в концентрационный лагерь Дахау, где был казнён в газовой камере. Его концентрационный номер — 22473.

## Прославление
13 июня 1999 года был беатифицирован римским папой Иоанном Павлом II вместе с другими польскими мучениками Второй мировой войны.
День памяти — 12 июня.

## Источник
- Roland Prejs: Błogosławiony brat Fidelis Chojnacki. Włocławek: Wydaw. Duszpasterstwa Rolników, 2001.